# België op het Eurovisiesongfestival 2011
België nam deel aan het Eurovisiesongfestival 2011 in Düsseldorf, Duitsland. Het was de 53ste deelname van het land op het Eurovisiesongfestival. De selectie verliep via een selectie op het internet, gevolgd door een nationale finale op 12 februari 2011. De RTBF was verantwoordelijk voor de Belgische bijdrage voor de editie van 2011.

## Selectieprocedure
Op 28 april 2010 maakte de RTBF zijn plannen voor het Eurovisiesongfestival van 2011 bekend. De omroep ging samen met AKA Music, een Belgische platenfirma, op het internet op zoek naar kandidaten. Iedereen kon liedjes posten op een website, waar iedereen naar kon luisteren. Liefhebbers van het nummer konden geld storten. Vanaf het moment dat een kandidaat een investeringsbudget van 20.000 euro kon voorleggen, kwam hij of zij in aanmerking voor selectie. Het budget van 20.000 euro moest dienen om de promotie, de realisatie van de clip en de opnames in de studio in goede banen te leiden. De bedoeling was de website te openen op 25 mei, de dag van de eerste halve finale van het Eurovisiesongfestival 2010. Vervolgens zou de site gesloten worden op 30 september.
De datum van de opening van de website werd echter uitgesteld. De EBU had namelijk kritiek op het initiatief, daar het niet conform is met de regels van het Eurovisiesongfestival. Het reglement zei dat er geen commerciële exploitatie en geen publieke opvoering van het nummer mag zijn voor 1 oktober het jaar voor het festival. De RTBF vroeg aan de EBU een aanpassing van het reglement om zo snel mogelijk te kunnen starten met de selectieprocedure. Op 27 augustus maakte de RTBF evenwel bekend de start van de zoektocht naar een kandidaat uit te stellen tot 1 oktober om conform te zijn met de regels. De einddatum werd verschoven naar 31 december.
Een dag later maakte de EBU echter bekend de 1 oktoberregel te zullen versoepelen. Vanaf nu mochten liedjes al op 1 september het jaar voor het festival openbaar gemaakt worden. De RTBF vervroegde hierdoor de start van de selectie naar 20 september. Vanaf dan konden kandidaten die ofwel de Belgische nationaliteit hadden, ofwel minstens drie jaar in België woonden via de daartoe voorziene website hun demo's uploaden. Die mochten in het Frans of het Engels worden gezongen. De artiest die het lied op de demo zong, was ook verplicht in de nationale finale te zingen. Later werd ook bekendgemaakt dat de finale in februari zou plaatsvinden. Hierin krijgt een vakjury 50% van de inbreng, de rest gaat naar het publiek dat kan stemmen via televoting.
Op 20 september 2010 ging de website online. Op 13 oktober haalden de eerste twee kandidaten het vereiste bedrag voor kwalificatie voor de nationale finale: Léa Clément met Où s'en vont nos rêves? en Syla K met Simple love. In totaal wisten 30 kandidaten zich te plaatsen voor de finale. Op 13 december 2010 kwalificeerde ook Lorenzo Caminotti zich voor de finale, maar hij werd twee dagen later gediskwalificeerd, omdat Tant qu'il y aura des femmes niet voldeed aan de reglementen, aldus de RTBF. Het nummer werd immers voor 1 september uitgebracht, wat niet wordt toegestaan door de EBU. Caminotti mocht wel nog deelnemen met een nieuw nummer maar ging hier niet op in. Thooom wist zich op 29 december 2010 te kwalificeren met het nummer United Belgium. Het nummer werd echter diezelfde dag nog gediskwalificeerd vanwege van de politiek geladen tekst. Op 31 december werd ook Paul Biss met Manipulation uitgesloten voor de nationale finale. Hij had zich op 25 december geplaatst. Voor zijn diskwalificatie werd geen reden opgegeven.
Omdat het aantal kandidaten het verwachte aantal ruimschoots overtrof, laste de RTBF een extra fase in alvorens te komen tot een livefinale op de televisie. Die tweede fase speelde zich af op het internet en op radiozender VivaCité. Zondagmiddag 30 januari zond Vivacité een extra programma uit dat ook te volgen was via internet. De dertig geselecteerde liedjes werden onderworpen aan een stemming van de luisteraars, via internet, sms en telefoon, en een vakjury. De veertien besten stootten door naar de finale. In de finale stond een vakjury in voor de helft van de punten. Via televoting kon het publiek de overige 50% van de punten bepalen. De finale werd uitgezonden vanuit de Salle des Mille van het Palais des Congrès in Luik. Jean-Louis Lahaye was presentator van dienst, terwijl Maureen Louys interviews afnam in de green room. Sandra Kim, Viktor Lazlo, Jean-Pierre Hautier en Charles Gardier zetelden in de vakjury. Uiteindelijk kozen zowel vakjury als publiek unaniem voor Witloof Bay met With love baby.

## Eurovision 2011: qui? A vous de choisir!

### Halve finale
30 januari 2011
| Volgorde | Artiest             | Lied                           | Datum kwalificatie |
| -------- | ------------------- | ------------------------------ | ------------------ |
| 1        | Léa Clément         | Où s'en vont nos rêves?        | 13 oktober         |
| 2        | Syla K              | Simple love                    | 13 oktober         |
| 3        | Hélène              | Our home                       | 18 oktober         |
| 4        | Steve Linden        | C'est la musique               | 19 oktober         |
| 5        | The Blazing         | Our way                        | 9 november         |
| 6        | Joe Galli           | Live my life                   | 23 november        |
| 7        | Bellyve             | Nos pages, nos images          | 23 november        |
| 8        | Hanny-D             | Près de toi                    | 26 november        |
| 9        | J Cool              | Dans ma chanson                | 1 december         |
| 10       | Witloof Bay         | With love baby                 | 4 december         |
| 11       | Gautier Reyz        | Addiction                      | 5 december         |
| 12       | Alexandre Deschamps | Elle merveille                 | 22 december        |
| 13       | Nelza               | Be my friend                   | 23 december        |
| 14       | Sarina              | Rien en apparence              | 24 december        |
| 15       | Natohé              | For you                        | 26 december        |
| 16       | The MichelJanssens  | Fais comme ci                  | 27 december        |
| 17       | Kaptain Oats        | Reset                          | 28 december        |
| 18       | Thayss n' Bau       | Somewhere with you             | 28 december        |
| 19       | Joyce & Jay         | Do you remember/te souviens tu | 28 december        |
| 20       | 2days Ticket        | A journey inside me            | 28 december        |
| 21       | Harley              | Pardonne moi (prière rock)     | 28 december        |
| 22       | Mael                | L'ancre de nos vies            | 29 december        |
| 23       | Swing Channel       | Les pieds dans l'eau           | 29 december        |
| 24       | Tommy Waters        | I'm alive                      | 29 december        |
| 25       | Etienne Deleyre     | The way you are                | 29 december        |
| 26       | Françoise Norroy    | Je vis comme une chanson       | 30 december        |
| 27       | NellSonn!           | Commence par un pas            | 30 december        |
| 28       | Chloé               | Just one chance                | 30 december        |
| 29       | .fen                | Yes I know                     | 30 december        |
| 30       | Clac et les Portes  | Claquer les portes             | 30 december        |

### Finale
12 februari 2011
| Plaats | Artiest             | Lied               | Jury | Publiek | Totaal |
| ------ | ------------------- | ------------------ | ---- | ------- | ------ |
| 1      | Witloof Bay         | With love baby     | 12   | 12      | 24     |
| 2      | Sarina              | Rien en apparence  | 10   | 8       | 18     |
| 3      | .fen                | Yes I know         | 8    | 7       | 15     |
| 4      | Alexandre Deschamps | Elle merveille     | 1    | 10      | 11     |
| 5      | Steve Linden        | C'est la musique   | 5    | 5       | 10     |
| 6      | Clac et les Portes  | Claquer les portes | 6    | 1       | 7      |
| 7      | Nelza               | Be my friend       | 7    | 0       | 7      |
| 8      | The Blazing         | Our way            | 0    | 6       | 6      |
| 9      | Kaptain Oats        | Reset              | 3    | 2       | 5      |
| 10     | Chloé               | Just one chance    | 0    | 4       | 4      |
| 11     | Gautier Reyz        | Addiction          | 4    | 0       | 4      |
| 12     | J Cool              | Dans ma chanson    | 0    | 3       | 3      |
| 13     | Syla K              | Simple love        | 0    | 2       | 2      |
| 14     | Thayss n' Bau       | Somewhere with you | 0    | 0       | 0      |

## In Düsseldorf
In Düsseldorf trad België aan in de tweede halve finale, op 12 mei. België was als vierde van negentien landen aan de beurt, na Nederland en voor Slowakije. Bij het openen van de enveloppen werd duidelijk dat Witloof Bay zich niet had weten te kwalificeren voor de finale. Na afloop van het festival bleek dat het land op de onfortuinlijke elfde plaats was geëindigd, met 53 punten, slechts één punt verwijderd van de kwalificatie.

### Gekregen punten

#### Halve finale 2
| 12 punten | 10 punten | 8 punten                           | 7 punten                     | 6 punten                                       |
| --------- | --------- | ---------------------------------- | ---------------------------- | ---------------------------------------------- |
|           |           | - Roemenië - Bosnië en Herzegovina |                              | - Nederland - Moldavië - Bulgarije - Frankrijk |
| 5 punten  | 4 punten  | 3 punten                           | 2 punten                     | 1 punt                                         |
|           |           | - Litouwen                         | - Cyprus - Israël - Slovenië | - Oostenrijk - Estland                         |

### Punten gegeven door België

#### Halve finale
Punten gegeven in de eerste halve finale:
| 12 punten | Zweden                |
| 10 punten | Roemenië              |
| 8 punten  | Nederland             |
| 7 punten  | Denemarken            |
| 6 punten  | Estland               |
| 5 punten  | Ierland               |
| 4 punten  | Bosnië en Herzegovina |
| 3 punten  | Slowakije             |
| 2 punten  | Israël                |
| 1 punt    | Bulgarije             |

#### Finale
Punten gegeven in de finale:
| 12 punten | Frankrijk    |
| 10 punten | Roemenië     |
| 8 punten  | Griekenland  |
| 7 punten  | Ierland      |
| 6 punten  | Italië       |
| 5 punten  | Duitsland    |
| 4 punten  | Zweden       |
| 3 punten  | Azerbeidzjan |
| 2 punten  | Estland      |
| 1 punt    | Moldavië     |